# Emanuel Felisberto, Duque de Saboia
Emanuel Felisberto (em francês: Emmanuel-Philibert de Savoie; em italiano: Emanuele Filiberto di Savoia; Chambéry, 8 de julho de 1528 – Turim, 30 de agosto de 1580), apelidado de "Testa de Ferro", foi o Duque de Saboia de 1553 até sua morte. Era o terceiro filho do duque Carlos III e sua esposa a infanta Beatriz de Portugal.

## Vida
Emanuel foi o único filho de Carlos III, Duque de Saboia e de Beatriz de Portugal, que chegou à idade adulta. A sua mãe era cunhada de Carlos V (Sacro Imperador Romano-Germânico e Rei de Espanha) e filha de Manuel I de Portugal. Emanuel serviu nos exércitos imperiais, nas guerras contra Francisco I de França, distinguindo-se na conquista de Hesdin em Julho de 1553.
Um mês mais tarde, tornou-se duque, após a morte do seu pai. O cargo que recebeu poderia considerar-se titular, devido ao facto de a maioria dos seus domínios hereditários estavam nas mãos dos franceses, desde 1536. Continuou ao lado de Carlos V com a esperança de recuperá-los, passando logo a servir também o filho do Imperador, Filipe II de Espanha, como Governador dos Países Baixos, de 1555 a 1559. Emanuel comandou também a invasão do norte da França, e ganhou a Batalha de Saint-Quentin em Agosto de 1557. Foi pretendente durante alguns dias da mão da futura rainha de Inglaterra Isabel I, durante o reinado da irmã dela, Maria I.
Na Tratado de Cateau-Cambrésis entre a França e Espanha, (1559) o ducado foi restaurado a Emanuel, casando-se com Margarida de Valois, Duquesa de Berry, irmã do rei Henrique II de França. Eles tiveram somente um filho: Carlos Emanuel I de Saboia.
Após a morte do seu tio, Henrique I de Portugal, em 1580, Emanuel quis impor os seus direitos ao trono de Portugal, sendo neto de Manuel I de Portugal, mas rapidamente concluiu que estava em desvantagem perante o seu primo, Filipe II de Espanha, que conquistou Portugal e o trono. O governo de Emanuel centrou-se na recuperação dos seus domínios, em guerras contra a França. Sendo um grande estratega, Emanuel conseguiu tirar partido das várias circunstâncias favoráveis para lentamente ir ganhando terreno a franceses e espanhóis, incluindo a cidade de Turim. Transferiu a capital do ducado para Turim e substituiu o latim como língua oficial da sua administração pelo italiano. Tentava recuperar Saluzzo, quando morreu, em 1580.

## Casamento e descendência

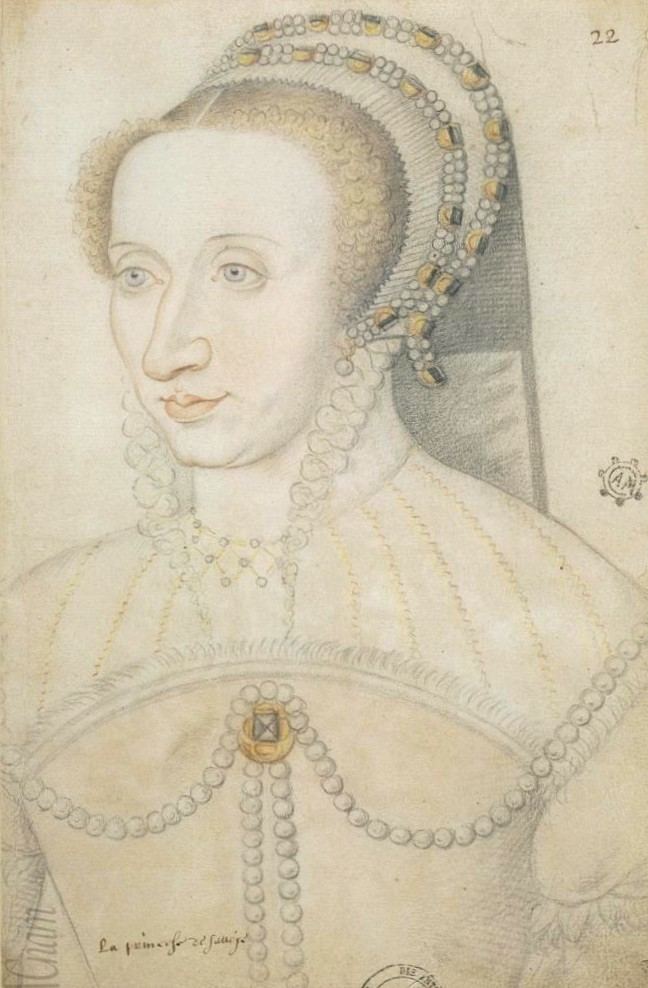
Representação de Margarida de Valois, Duquesa de Berry e primeira esposa de Emanuel Filiberto.

Emanuel Filiberto casou três vezes: primeiro com Margarida de Valois, Duquesa de Berry (1523-1574), de quem teve:
- Carlos Emanuel I de Saboia (1562-1630), sucedeu ao pai como duque de Saboia.

Margarida faleceu em 1574, e Emanuel casou-se de novo, desta vez com Laura Cravola, dama de Vercelli, de quem teve:
- Maria de Saboia, casada com Filipe d'Este, marquês de San Marino;
- Francisca de Saboia, casada com Gabriel de Vial, fundadores da família Vial.

Emanuel casou ainda uma terceira vez, com Beatriz Langosco, de quem teve:
- Matilde de Saboia, casada com Carlos de Simiane, senhor de Albigny.]